# Mounds (Illinois)
Mounds – miasto w Stanach Zjednoczonych, w stanie Illinois, w hrabstwie Pulaski.